# Amat (Einheit)
Der Amat war ein Gewichtsmaß in Batavia. Nach diesem Maß wurden nicht nur Reis und andere trockene Früchte gemessen, sondern auch Flüssigkeiten. Letztere wurden nach dem Gewicht verkauft. Es war eine kleinere Einheit neben Coyan mit 27 Pikols und einem Gewicht von 1661,099 Kilogramm und dem Timban mit 5 Pikols.
- 1 Amat = 2 Pekuls = 20 Cattis = 123 ½ Kilogramm (etwa 225 Zollpfund)